# Tournoi de tennis de Split
Le tournoi de Split (Croatie) est un ancien tournoi de tennis masculin du circuit professionnel ATP qui s'est joué sur moquette en salle. Le tournoi remplace le Tournoi de Zagreb en 1998.
Une seule édition a eu lieu, remportée par le local Goran Ivanišević.
Auparavant, une première édition du tournoi, appartenant au circuit Challenger, s'était tenue à Split dès 1997. Ce tournoi disparait du calendrier après l'édition 1998. Un nouveau tournoi Challenger est créé en 2020, organisé par le TC Firule sur terre battue.
Depuis 2022, un tournoi féminin est également organisé à Split. Il fait partie du circuit ITF et est doté de 60 000 $.

## Palmarès messieurs

### Simple
| No | Date       | Nom et lieu du tournoi  | Catégorie      | Dotation       | Surface         | Vainqueur             | Finaliste          | Score          |                |
| -- | ---------- | ----------------------- | -------------- | -------------- | --------------- | --------------------- | ------------------ | -------------- | -------------- |
| –  | 14-04-1997 | , Split                 | Challenger     | 50 000 $ +H    | Terre (ext.)    | Dinu-Mihai Pescariu   | Juan Antonio Marín | 3-6, 6-2, 6-1  |                |
| 1  | 02-02-1998 | Croatian Indoors, Split | Int' Series    | 375 000 $      | Moquette (int.) | Goran Ivanišević      | Greg Rusedski      | 7-63, 7-65     |                |
| –  | 08-06-1998 | , Split                 | Challenger     | 100 000 $ +H   | Terre (ext.)    | Orlin Stanoytchev     | Attila Sávolt      | 7-6, 6-4       |                |
|    | 1999-2019  | Pas de tournoi          | Pas de tournoi | Pas de tournoi | Pas de tournoi  | Pas de tournoi        | Pas de tournoi     | Pas de tournoi | Pas de tournoi |
| 2  | 28-09-2020 | Split Open, Split       | Challenger     | 44 820 €       | Terre (ext.)    | Francisco Cerúndolo   | Pedro Sousa        | 4-6, 6-3, 7-64 |                |
| 3  | 05-04-2021 | Split Open I, Split     | Challenger     | 44 820 €       | Terre (ext.)    | Blaž Rola             | Blaž Kavčič        | 2-6, 6-3, 6-2  |                |
| 4  | 12-04-2021 | Split Open II, Split    | Challenger     | 44 820 €       | Terre (ext.)    | Kacper Żuk            | Mathias Bourgue    | 6-4, 6-2       |                |
| 5  | 18-04-2022 | Split Open, Split       | Challenger     | 45 730 €       | Terre (ext.)    | Christopher O'Connell | Zsombor Piros      | 6-3, 2-0 ab.   |                |
| 6  | 10-04-2023 | Split Open, Split       | Challenger     | 73 000 €       | Terre (ext.)    | Zsombor Piros         | Norbert Gombos     | 7-62, 7-69     |                |
| 7  | 08-04-2024 | Split Open, Split       | Challenger     | 74 825 €       | Terre (ext.)    | Jozef Kovalík         | Zsombor Piros      | 6-4, 5-7, 7-5  |                |

### Double
| No | Date       | Nom et lieu du tournoi  | Catégorie      | Dotation       | Surface         | Vainqueurs                          | Finalistes                                  | Score             |                |
| -- | ---------- | ----------------------- | -------------- | -------------- | --------------- | ----------------------------------- | ------------------------------------------- | ----------------- | -------------- |
| 1  | 02-02-1998 | Croatian Indoors, Split | Int' Series    | 375 000 $      | Moquette (int.) | Martin Damm Jiří Novák              | Fredrik Bergh Patrik Fredriksson            | 7-6, 6-2          |                |
|    | 1999-2019  | Pas de tournoi          | Pas de tournoi | Pas de tournoi | Pas de tournoi  | Pas de tournoi                      | Pas de tournoi                              | Pas de tournoi    | Pas de tournoi |
| 2  | 28-09-2020 | Split Open, Split       | Challenger     | 44 820 €       | Terre (ext.)    | Treat Huey Nathaniel Lammons        | André Göransson Hunter Reese                | 6-4, 7-63         |                |
| 3  | 05-04-2021 | Split Open I, Split     | Challenger     | 44 820 €       | Terre (ext.)    | Andrey Golubev Aleksandr Nedovyesov | Szymon Walków Jan Zieliński                 | 7-5, 65-7, [10-5] |                |
| 4  | 12-04-2021 | Split Open II, Split    | Challenger     | 44 820 €       | Terre (ext.)    | Szymon Walków Jan Zieliński         | Grégoire Barrère Albano Olivetti            | 6-2, 7-5          |                |
| 5  | 18-04-2022 | Split Open, Split       | Challenger     | 45 730 €       | Terre (ext.)    | Nathaniel Lammons Albano Olivetti   | Sadio Doumbia Fabien Reboul                 | 4-6, 7-66, [10-7] |                |
| 6  | 10-04-2023 | Split Open, Split       | Challenger     | 73 000 €       | Terre (ext.)    | Sadio Doumbia Fabien Reboul         | Anirudh Chandrasekar Vijay Sundar Prashanth | 6-4, 6-4          |                |
| 7  | 08-04-2024 | Split Open, Split       | Challenger     | 74 825 €       | Terre (ext.)    | Jonathan Eysseric Bart Stevens      | Filip Bergevi Mick Veldheer                 | 0-6, 6-4, [10-8]  |                |